# Katch Gandava
Le Katch Gandava est une région basse du Baloutchistan, au Pakistan.
Il sépare les collines de Bugti de celles de Kalat et s'étend sur plus de 240 km de Jacobabad à Sibi. Bien que son sol soit très fertile là où il est irrigué par les eaux descendant des collines environnantes, la plus grande partie de sa surface est sablonneuse, balayée en été par des vents chauds pestilentiels.